# فرشاد پیوس
فرشاد پیوس (۲۲ دی ۱۳۴۰ در تهران) بازیکن سابق تیم ملی فوتبال ایران و باشگاه فوتبال پرسپولیس و مربی فعلی و کارشناس تلویزیونی فوتبال اهل ایران است. وی برترین گلزن تاریخ فوتبال باشگاه پرسپولیس است. فیلم مستند فرشاد آقای گل به کارگردانی جعفر صادقی دربارهٔ دوران حرفه ای فرشاد پیوس در سال ۱۳۹۷ در سینماهای گروه هنر و تجربه اکران شد.

## زندگی
وی بازی را در تیم راه‌آهن آغاز کرد سپس به باشگاه شاهین پیوست، پس از آن به تیم نیرو هوایی، و در سال ۱۳۶۴ به پرسپولیس رفت؛ او بعد از سه سال به الاهلی قطر رفت و پس از یک‌ سال بار دیگر به پرسپولیس بازگشت و فوتبال را در این تیم به پایان رساند. فرشاد ۳۵ بازی ملی انجام داد و در این بازی‌ها ۱۹ گل به ثمر رساند.
او جزو ۱۴ نفری بود که در سال ۶۵ و هنگام بازی‌های آسیایی ۱۹۸۶ در اعتراض به کادر فنی تیم ملی، از این تیم استعفا داد. او در آبان ۱۳۶۷ بدون پس گرفتن استعفا به تیم ملی دعوت شد.
فرشاد پیوس با تیم ملی در بازی‌های آسیایی ۱۹۹۰ پکن حضور داشت و با آقای گلی در این مسابقات همراه با تیم ملی قهرمان این تورنمنت مهم آسیایی شد. وی در پایان مسابقات با بازی‌های درخشانی که انجام داد خصوصا با هت تریک در مقابل مالزی در بازی نخست ایران در آن دوره، در نهایت عضو تیم منتخب این مسابقات آسیایی قرار گرفت.
پس از حوادث مسابقه با تیم ملی فوتبال ژاپن در جام ملت‌های آسیا ۱۹۹۲ از سوی کنفدراسیون فوتبال آسیا به دلیل حمله به داور به مدت یک سال از کلیه دیدارهای بین‌المللی و ملی محروم شد.
بعد از خداحافظی از فوتبال، فرشاد به حرفهٔ مربیگری روی آورد و توانست در چندین باشگاه فوتبال از جمله در شموشک نوشهر، آذربایجان تهران، تراکتورسازی تبریز، شموشک نوشهر، شهید قندی، هما تهران و برق شیراز و سپیدرود رشت و شهرداری ماهشهر به مربی‌گری بپردازد.
از موفقیت‌های فردی فرشاد پیوس می‌توان به ثمر رساندن بیست گل در لیگ فوتبال ایران در سال ۱۳۷۳ نام برد. او با ۱۵۳ گل زده بهترین گلزن تمام ادوار پرسپولیس است. وی در یک سالی که در باشگاه قطری بازی کرد نیز در لیگ قطر به مقام آقای گل رسید.
او در سال ۱۳۶۶ با ۱۳ گل آقای گل تهران شد. همچنین در سال ۱۳۷۰ این عنوان را با ۱۶ گل تکرار کرد.
او همراه با پرسپولیس چند دوره قهرمان لیگ باشگاه‌های تهران و دو بار در سال‌های ۱۳۶۶ و ۱۳۷۰ قهرمان جام حذفی ایران شد. ضمن اینکه همراه تیم ملی ایران قهرمانی بازی‌های آسیایی ۱۹۹۰ و عنوان سوم جام ملتهای آسیا در سال ۱۹۸۸ را به دست آورد. او در این دو تورنمنت به ترتیب با ۴ و ۲ گل زده بهترین گلزن تیم ملی ایران بود.
او پس از حوادث شهرآورد سی و هشتم تهران در دی ماه سال ۱۳۷۳ شش ماه از حضور در میدان‌ها محروم شد.

## برترین گلزن پرسپولیس
برترین گلزن تاریخ باشگاه پرسپولیس از سال ۱۳۷۰ این رکورد را در اختیار دارد.
پیوس در ۲۱۲ بازی، موفق به زدن ۱۵۳ گل شد که میانگین وی ۰/۷۲ هر بازی است که این بهترین میانگین در بین گلزنان برتر تاریخ باشگاه است. فرشاد ۹ گل خود را از نقطه پنالتی به ثمر رساند و از سال ۶۵ تا ۷۰ بارها آقای گل مسابقات گوناگون شد.

## رکورددار هت تریک در پرسپولیس
در بازی‌های پرسپولیس مقابل حریفانش ۲۱ بازیکن تاکنون موفق به هت تریک شده‌اند و ۴۲ هت تریک نیز توسط این بازیکنان ثبت شده که فرشاد پیوس برترین گلزن تاریخ باشگاه با ثبت ۱۳ هت تریک رکورددار است.

## دوران حرفه‌ای (مربیگری)

### رکوردهای مربیگری
پیوس با تراکتورسازی توانست دو بار قهرمان دسته اول شود که هر بار با قانون عجیب پلی آف از ورود به لیگ برتر بازماند. وی تیم فوتبال شهید قندی یزد را از دسته سوم تا لیگ برتر هدایت کرد. (این اولین و آخرین حضور یک تیم یزدی در لیگ برتر بود). وی رکورد بهترین برد جام حذفی در فصل ۹۳–۹۴ را دارد. (برتری ۱۱ بر صفر تیم خونه به خونه بابل مقابل شهرداری جاجرم)
پیوس با خونه به خونه از دسته سوم به دسته دوم صعود کرد و در حالی که صدرنشین لیگ دسته دوم و امید اول صعود به دسته اول بود بر اثر اختلاف با مدیر عامل استعفا کرد.

### هدایت سپیدرود رشت
عصر روز جمعه بیست و یکم اسفند ماه سال ۹۴ فرشاد پیوس با حضور در دفتر باشگاه فوتبال سپیدرود رشت برای هدایت این تیم تا پایان فصل به توافق رسید و قرارداد امضا کرد، سپیدرود رشت یکی از پر طرفدارترین تیم‌های فوتبال شمال کشور و رقیب اصلی ملوان در دهه ۶۰ بوده‌است که تلاش می‌کرد بار دیگر به سطح اول فوتبال کشور بازگردد.
در پایان مسابقات فصل ۹۴–۹۵ دسته دوم سپید رود با پیوس به عنوان تیم اول به دسته یک صعود کرد.

### هدایت چوکای تالش
فرشاد پیوس پس از تیم‌های شهید قندی و سپید رود رشت، این بار موفق شد چوکا تالش را بعد از گذشت بیست سال به لیگ دسته اول بیاورد. این در حالی روی داد که چوکا در گروهی که تیم‌هایی چون پاس همدان، نفت و گاز گچساران، ملی حفاری، نفت امیدیه و مس شهربابک به رقابت پرداخت.
در پایان مسابقات فصل ۹۹–۱۳۹۸ دسته دوم کشور چوکا تالش قهرمان لیگ دو شد وبه عنوان تیم اول به لیگ دسته یک کشور صعود کرد.

### بهترین مربی فصل ۹۴–۹۵ دسته دوم
در تاریخ ۱۳ خرداد ۱۳۹۵ مراسم بهترین مربیان سال برگزار گردید که فرشاد پیوس به عنوان بهترین و تأثیرگذارترین مربی لیگ دسته دوم انتخاب شد.

## افتخارات فردی
- آقای گل بازی‌های آسیایی ۱۹۹۰
- آقای گل جام در جام آسیا ۱۹۹۱
- برترین گلزن تاریخ باشگاه فرهنگی ورزشی پرسپولیس (۱۵۳ گل)
- اولین ایرانی آقای گل در خارج از کشور (آقای گل لیگ قطر با الاهلی در سال ۱۹۸۹)
- برترین گلزن پرسپولیس در لیگ‌های سراسری(۵۲ گل)
- برترین گلزن باشگاه فرهنگی ورزشی پرسپولیس در رقابت‌های جام حذفی(۲۲ گل)
- برترین گلزن پرسپولیس در رقابت‌های لیگ فوتبال استان تهران(۶۵ گل)
- زننده بیش‌ترین گل در یک فصل(۲۰ گل در سال ۷۳ در تیم پرسپولیس)
- بیشترین هتریک برای پرسپولیس (۱۳ هتریک)
- زننده بیش‌ترین گل در یک بازی برای پرسپولیس (۷ گل در رقابت‌های جام در جام آسیا مقابل پنجاب پاکستان)
- دومین مرد سال آسیا ۱۹۹۰
- عضو تیم منتخب آسیا در بازی‌های آسیایی پکن
- زننده ۱۸گل در تیم ملی فوتبال ایران در ۳۴ بازی ملی

## رکورد آقای گلی
- آقای گل لیگ فوتبال استان تهران ۶۵(۷ گل باشگاه فرهنگی ورزشی پرسپولیس)
- آقای گل لیگ فوتبال استان تهران ۶۶(۱۳ گل باشگاه فرهنگی ورزشی پرسپولیس)
- آقای گل لیگ فوتبال استان تهران ۶۷(۱۳ گل باشگاه فرهنگی ورزشی پرسپولیس)
- آقای گل لیگ فوتبال استان تهران ۶۹(۱۶ گل باشگاه فرهنگی ورزشی پرسپولیس)
- آقای گل سال ۱۹۹۱ جام در جام آسیا (۸ گل باشگاه فرهنگی ورزشی پرسپولیس)
- آقای گل لیگ فوتبال استان تهران ۷۰(۱۶گل باشگاه فرهنگی ورزشی پرسپولیس)
- آقای گل بازی‌های آسیایی پکن ۶۹(۵ گل تیم ملی فوتبال ایران)
- آقای گل لیگ (لیگ آزادگان) ۷۰ (۱۱ گل باشگاه فرهنگی ورزشی پرسپولیس)
- آقای گل جام حذفی ۷۰(۸ گل باشگاه فرهنگی ورزشی پرسپولیس)
- آقای گل لیگ (لیگ آزادگان) ۷۳(۲۰ گل باشگاه فرهنگی ورزشی پرسپولیس)